# Swings Both Ways
Swings Both Ways é o décimo álbum de estúdio do cantor e compositor britânico Robbie Williams, com lançamento previsto para 18 de novembro de 2013 pela Island Records.

## Antecedentes
Swings Both Ways foi anunciado por Williams em setembro de 2013. O álbum será lançado em 18 de novembro de 2013 pela Island Records. O disco traz versões covers de canções bem conhecidas, bem como seis novas faixas escritas por Williams e Guy Chambers, que também produziu o álbum. O disco conta com as participações de Lily Allen, Michael Bublé, Kelly Clarkson, Olly Murs e Rufus Wainwright.

## Lista de faixas
| Swings Both Ways |                                              |                                                                  |         |  |
| N.º              | Título                                       | Compositor(es)                                                   | Duração |  |
| 1.               | "Shine My Shoes"                             | Robbie Williams, Guy Chambers, Chris Heath                       | 3:23    |  |
| 2.               | "Go Gentle"                                  | Williams, Chambers, Chris Heath                                  | 4:31    |  |
| 3.               | "I Wan'na Be Like You" (featuring Olly Murs) | Richard M. Sherman, Robert B. Sherman                            | 3:31    |  |
| 4.               | "Swing Supreme"                              | Williams, Chambers, Frederick Perren                             | 3:17    |  |
| 5.               | "Swings Both Ways" (com Rufus Wainwright)    | Williams, Chambers, Rufus Wainwright                             | 3:58    |  |
| 6.               | "Dream a Little Dream" (com Lily Allen)      | Fabian Andre, Gus Kahn, Wilbur Schwandt                          | 3:33    |  |
| 7.               | "Soda Pop" (com Michael Bublé)               | Williams, Kelvin Andrews, Scott Ralph, Rich Scott, Danny Spencer | 3:19    |  |
| 8.               | "Snowblind"                                  | Williams, Chambers                                               | 3:19    |  |
| 9.               | "Puttin' on the Ritz"                        | Irving Berlin                                                    | 2:32    |  |
| 10.              | "Little Green Apples" (com Kelly Clarkson)   | Bobby Russell                                                    | 3:16    |  |
| 11.              | "Minnie the Moocher"                         | Cab Calloway, Irving Mills                                       | 3:41    |  |
| 12.              | "If I Only Had a Brain"                      | Harold Arlen, Yip Harburg                                        | 3:52    |  |
| 13.              | "No One Likes a Fat Pop Star"                | Williams, Chambers, Heath                                        | 2:52    |  |

| Versão de luxo |                      |                        |         |  |
| N.º            | Título               | Compositor(es)         | Duração |  |
| 14.            | "Where There's Muck" | Williams, Guy Chambers | 4:09    |  |
| 15.            | "16 Tons"            | Merle Travis           | 2:36    |  |
| 16.            | "Wedding Bells"      | Williams, Barlow       | 4:35    |  |

## Histórico de lançamento
| País        | Data                   | Gravadora                 | Formato                                                |
| ----------- | ---------------------- | ------------------------- | ------------------------------------------------------ |
| Alemanha    | 15 de novembro de 2013 | Island Records, Universal | CD, download digital (Edição padrão e edições de luxo) |
| Áustria     | 15 de novembro de 2013 | Island Records, Universal | CD, download digital (Edição padrão e edições de luxo) |
| Brasil      | 15 de novembro de 2013 | Island Records, Universal | CD, download digital (Edição padrão e edições de luxo) |
| Irlanda     | 15 de novembro de 2013 | Island Records, Universal | CD, download digital (Edição padrão e edições de luxo) |
| Reino Unido | 15 de novembro de 2013 | Island Records, Universal | CD, download digital (Edição padrão e edições de luxo) |